# Vinzenz Strohmaier
Vinzenz Strohmaier (* 25. Juni 1890 in Kaindorf an der Sulm; † 23. April 1961 in Ehrenhausen) war ein österreichischer Politiker der Christlichsozialen Partei (CSP).

## Leben und Wirken
Vinzenz Strohmaier wurde am 25. Juni 1890 als Sohn des Schmieds Vinzenz Strohmaier (* 13. Juli 1857; † 2. Oktober 1925) und dessen Ehefrau Antonia (geborene Wratschko; * 2. April 1856; † 4. Mai 1930) geboren und am 26. Juni 1890 auf den Namen Vinzenz (Vincentius) getauft. Sein Vater wurde 1874 der schweren Körperverletzung angeklagt, nachdem er dem Weinzierl Holzapfel ein Taschenmesser in die Brust gerammt haben soll. Beim Prozess am 12. Oktober 1874 wurde er am Strafgerichtshof Graz freigesprochen. Seine Eltern hatten am 18. September 1888 in Kaindorf geheiratet.
Nach dem Besuch von fünf Klassen Volksschule in Leibnitz ging er an eine Gewerbeschule, wo er zum Schneider ausgebildet wurde und an die Obst- und Weinbauschule Silberberg. Er besuchte auch eine Hufbeschlageschule und im Jahr 1917 eine Flugschule in Szeged, wo er zum Piloten ausgebildet wurde. Im Juni 1923 schloss er die Meisterprüfung im Kleidergewerbe ab. Im Jahr zuvor war das mehrjährige Mitglied des Kaindorfer Gemeinderates zum Bürgermeister seiner Heimatgemeinde gewählt worden und wurde als solcher 1924 wiedergewählt. Der Arbeiterwille berichtete im Jänner 1924 über angebliche Millionenunterschlagungen durch einen Gemeindesekretär in der christlichsozialen Gemeinde Kaindorf bei Leibnitz. In zeitgenössischen Zeitungsberichten schien er sowohl 1926 als auch 1928 als amtierender Bürgermeister Kaindorfs auf. Zumindest 1931 war er noch immer Bürgermeister von Kaindorf.
1923 war Strohmaier in den Steiermärkischen Landtag gewählt worden und war als solcher bis zum Ende der 2. Periode (1923–1927) als Abgeordneter tätig. Dabei gehörte er unter anderem dem Straßen- und Brückenbauausschuss an und war Ersatzmann im Hauptausschuss, im Finanzausschuss und im Landeskulturausschuss. Am 20. September 1925 war Strohmaier in einen tödlichen Autounfall verwickelt, weshalb vom Landesgericht für Strafsachen eine strafrechtliche Verfolgung Strohmaiers wegen Vergehens gegen die Sicherheit des Lebens aufgenommen wurde, was mitunter in einem Auslieferungsbegehren auch im Landtag behandelt wurde. Er selbst war beim Unfall, der mit einem Auto der Freiwilligen Feuerwehr Kaindorf passiert war, selbst nicht direkt beteiligt, musste sich jedoch als Feuerwehrhauptmann seiner Heimatgemeinde für den Unfall, bei dem eine Person starb sowie eine Person schwere und eine weitere Person leichte Verletzungen davontrug, gerichtlich verantworten. Am 12. April 1927 wurde Strohmaier, der die Feuerwehr 1919 gegründet hatte, vor einem Schöffensenat im vollen Umfang der Anklage freigesprochen. Im Laufe der vergangenen zwei Jahre gab es mehrere Klagen und Prozesse (zum Teil auch Zivilprozesse) zwischen der Witwe des tödlich Verunglückten und Strohmaier, der der Witwe nach dem Unfall Geldmittel und Knechte hatte zukommen lassen. Als Grund der späten Strafverhandlung wurde angegeben, dass das Auslieferungsbegehren lange Zeit nicht im Landtag erledigt worden war, weshalb Strohmaiers Vergehen erst verhältnismäßig spät zur Anklage gebracht werden konnte. Im Jahr 1927 wurde Strohmayer außerdem bezichtigt, Arbeitslosen aus Kaindorf befohlen und ihnen gedroht zu haben, Gemeindearbeiten zu verrichten, ihnen dafür jedoch keine Entschädigung außer die ihnen ohnehin zustehende Arbeitslosenunterstützung abgegolten zu haben. Den Arbeitslosen wurde daraufhin teilweise die Arbeitslosenunterstützung eingestellt bzw. mussten diese die zu Unrecht bezogenen Unterstützungsbeiträge zurückzahlen.
In seiner Heimat gehörte Strohmaier auch dem Kameradschafts- und früheren Veteranenverein an; diesem stand er als Bezirksobmann vor. Im Februar 1926 war er bei einer Vorsprechung der steirischen Stechviehhändler zur Gründung eines Stechviehhändlerverbandes für das Land Steiermark zugegen. Darüber hinaus trat er spätestens als Gau- bzw. Bezirksführer im Österreichischen Heimatschutz und in der sogenannten Heimwehr in Erscheinung. In der Bezirksvertretung Leibnitz schien Strohmaier etwa um das Jahr 1929 als stellvertretender Bezirksobmann auf. Im Mai 1930 erfolgte Strohmaiers Wahl zum Vorsitzenden einer Genossenschaftsmitgliederversammlung der Volksbank in Liquidation in Leibnitz. Ebenfalls 1929 schien er als einer der Listenführer für die Bezirksbauernkammerwahlen auf. Im November 1929 wurde Strohmaier, der hauptberuflich anfangs Schneidermeister und spätestens ab Mitte der 1920er Schmiedemeister und Grundbesitzer war, Opfer eines Einbruchs in seine Werkstatt, wobei Werkzeuge gestohlen wurden, die wiederum für einen weiteren Einbruch verwendet wurden. Ende 1929 wurde er zum stellvertretenden Vorsteher der Schmiedeinnung gewählt.
Am 12. Oktober 1930 heiratete er in der Pfarr- und Wallfahrtskirche Mariatrost die über 18 Jahre jüngere Schmiedmeisterstochter Hermine Kowatsch (auch Kovač geschrieben; * 25. November 1908 in Ehrenhausen; † 13. Oktober 1985 im LKH-Universitätsklinikum Graz) aus Ehrenhausen. Kurz nach seiner Heirat wurde er, in seinem Amt als Bürgermeister, von der sozialdemokratischen Zeitung Arbeiterwille mit einem durch die Heimwehr anordneten Amtsmissbrauch in Verbindung gebracht.
Im November 1930 wurde Vinzenz Strohmaier, Gewerbetreibender und Landwirt, Bürgermeister von Kaindorf, Heimatschutzführer aus Kaindorf bei Leibnitz, als einer der neuen Mandatare der Christlichsozialen vorgestellt. Noch im selben Monat wurde ihm bei einer Versammlung der Leibnitzer Kameradschaftsvereins die Tiroler Gedenkmedaille verliehen. Von 2. Dezember 1930 bis 2. Mai 1934 war Strohmaier in der IV. Gesetzgebungsperiode als Mitglied der Christlichsozialen Partei Abgeordneter zum Nationalrat.
Während der Zeit des Nationalsozialismus verbüßte Vinzenz Strohmaier, der auch am Aufbau der Vaterländischen Front in der Südsteiermark beteiligt gewesen war, eine kurze Haftstrafe. Nach dem Zweiten Weltkrieg schien Strohmaier um das Jahr 1946 als Bürgermeister von Ehrenhausen auf. Hier betrieb er auch eine Schmiede.
Am 23. April 1961 starb Strohmaier 70-jährig in Ehrenhausen. Seine Ehefrau überlebte ihn um über 24 Jahre und starb am 13. Oktober 1985 im Alter von 76 Jahren in Graz.